# ホスローとシーリーン

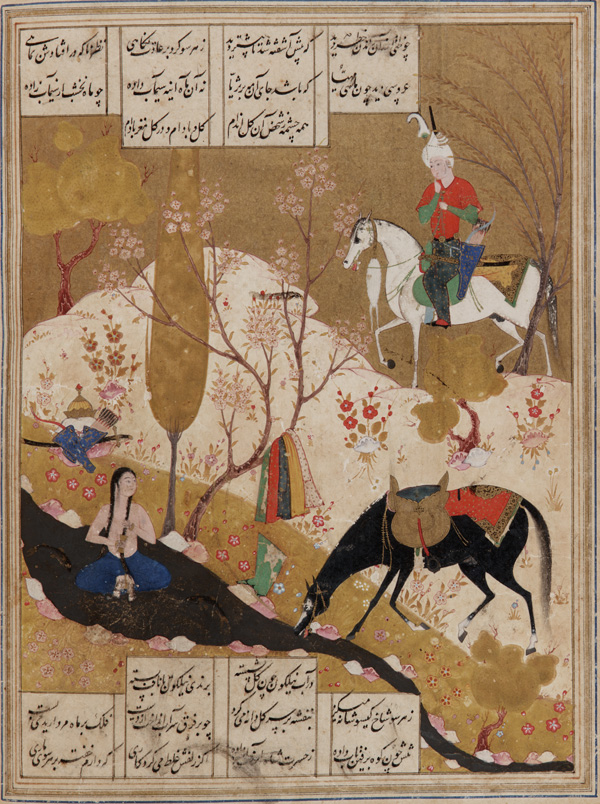
ホスロー2世が最初にシーリーンを見た際に、彼女が水浴びをしている様子を描いた絵

ホスローとシーリーン（ホスローとスィーリーン、英語: Khosrow and Shirin、ペルシア語: خسرو و شیرین）はニザーミー（1141年−1209年）によって書かれた、アゼルバイジャンの悲劇的な恋愛を描いた叙事詩である。ホスローとシーリーンは非常に精巧に練られた構成にそって物語が展開されており、サーサーン朝の王ホスロー2世と、彼の妃となるアラム人もしくはアルメニア人の皇女シーリーンに関する恋物語を描いている。物語の本質となる部分は歴史上の叙事詩として名高いシャー・ナーメで取り上げられている物語を基にしたペルシアの恋愛に関するものであり、他のペルシア人作家の作品や有名な寓話、他の作品にもこの名前が用いられている。
物語は「シーリーンとファルハード」や「ファルハードとシーリーン」というタイトルで語られることもある。

## あらすじ
ニーザミーの版ではホスローの誕生と幼少期の教育に関する部分から物語が始まる。続いて農家におけるホスローの食事に関する描写が有り、ホスローが父親に厳しく躾けられる様子が描かれる。ホスローは許しを請い、自身の罪を悔い改める。 彼の父ホルモズ (Hormoz) は彼を許す。この出来事があった夜、ホスローは夢で彼の祖父であるアヌーシールワーンに出会い、アヌーシールワーンはシーリーンという名の妻とシャブディーズという名の愛馬、バールバドという名の音楽家、そしてペルシア帝国をホスローに与える旨の吉報を届ける。
ホスローの親友で画家のシャープール (Shapur) はホスローにアルメニアの王妃マヒーン・バーヌー (ペルシア語: مهین بانو)と彼女の姪シーリーンに関して伝える。シーリーンの完璧なまでの美しさに関してシャープールから聞いた若き王子はアルメニアの皇女シーリーンに恋をする。シャープールはシーリーンを見定めるためアルメニアへと向かう。シャープールはシーリーンを発見しホスローのイメージについてシーリーンに伝えた。シーリーンはホスローに恋をし、アルメニアから離れホスローのいるマダーインへと向かう。しかし、ホスローは父の怒りを買いシーリーン捜索のためアルメニアへと旅立つ。
この旅路の途中で、彼はシーリーンが衣服を脱いで入浴し流れる髪を洗う姿を発見する。シーリーンもまた彼の姿を発見する。しかし、ホスローは農民の服装で旅をしていたため、二人は互いを強く認識することはなく、そのまま分かれる。ホスローはアルメニアに到着し、アルメニアの后シャミーラーに歓待を受ける。そして、彼はシーリーンがマダーインにいることを突き止める。再び、シャープールはシーリーンを連れてくるようホスローの命を受ける。シーリーンが再びアルメニアに到着した時には、ホスローは父の死のために マダーインへと戻った後であった。愛しあう二人は、最終的にホスローがバフラーム・チュービーンいう名の将軍により謀反を起こされアルメニアへと逃亡するまで別々の場所に居続けることになる。
アルメニアにおいて、ホスローはついにシーリーンと出会い歓待される。しかし、シーリーンはホスローが最初にバフラーム・チュービーンから彼の宮殿へ戻ると発言した際、ホスローとの結婚を承諾しない。これを受け、ホスローはアルメニアにおいてシーリーンと離れてコンスタンティノープルへと向かう。カエサルは自身の娘マルヤム (Maryam) とホスローの結婚を取り持った人物であり、ホスローのバフラーム・チュービーンとの対決を援助することに同意する。ホスローはさらに、マルヤムが生きている限り結婚しない約束をするよう要求される。ホスローは自身の敵を打ち破ることに成功し自身の王位を取り戻す。マルヤムは嫉妬のためホスローをシーリーンから遠ざけようとする。
その間に、ファルハードと言う名の建築家はシーリーンと恋に落ちホスローの恋敵となる。ホスローはファルハードを排除するため、ファルハードにベヒストゥン山において崖の岩に階段を彫るという不可能な仕事を命じ追放する。ファルハードはホスローは彼のシーリーンとの結婚を許可してくれるよう陳情を行った。しかし、ホスローはファルハードに使者を送りシーリーンが死亡したという嘘の知らせを伝えた。この知らせを聞いて、ファルハードは山の頂上から身を投げ自殺する。ホスローはシーリーンに対し、ファルハードの死を悔やむ手紙を送る。この出来事のすぐ後にマルヤムもまた亡くなり、シーリーンはホスローの手紙に哀悼の意をあらわした手紙を持って返答する。
ホスローはシーリーンと婚約を行う前に、Shekarという名前のエスファハーンの別の女性と親密になり、しばらくした後に恋愛関係となる。その後、ホスローはシーリーンに会うため彼女の城へと向かう。シーリーンはホスローが酔っている様子をみて、彼の城内への入場を拒んだ。シーリーンはホスローがShekarと親密にしていることを激しく非難する。ホスローは拒絶されたことで悲しみ、彼の宮殿へと帰っていく。
シーリーンはいくつかの出来事を経てついにはホスローとの結婚に同意する。一方で、ホスローと彼の妻マルヤムの息子シールーイェもまたシーリーンと恋に落ちた。シールーイェは最終的に彼の父ホスローを殺し、一週間後にホスローが死亡した旨をシーリーンへ伝える使者を贈る。これによりシーリーンはシールーイェと結婚しなければならなくなった。シーリーンはシールーイェとの結婚を避けるために自殺する。二人の死後、ホスローとシーリーンはひとつの墓に共に眠っている。

## ペルシア文学における人気

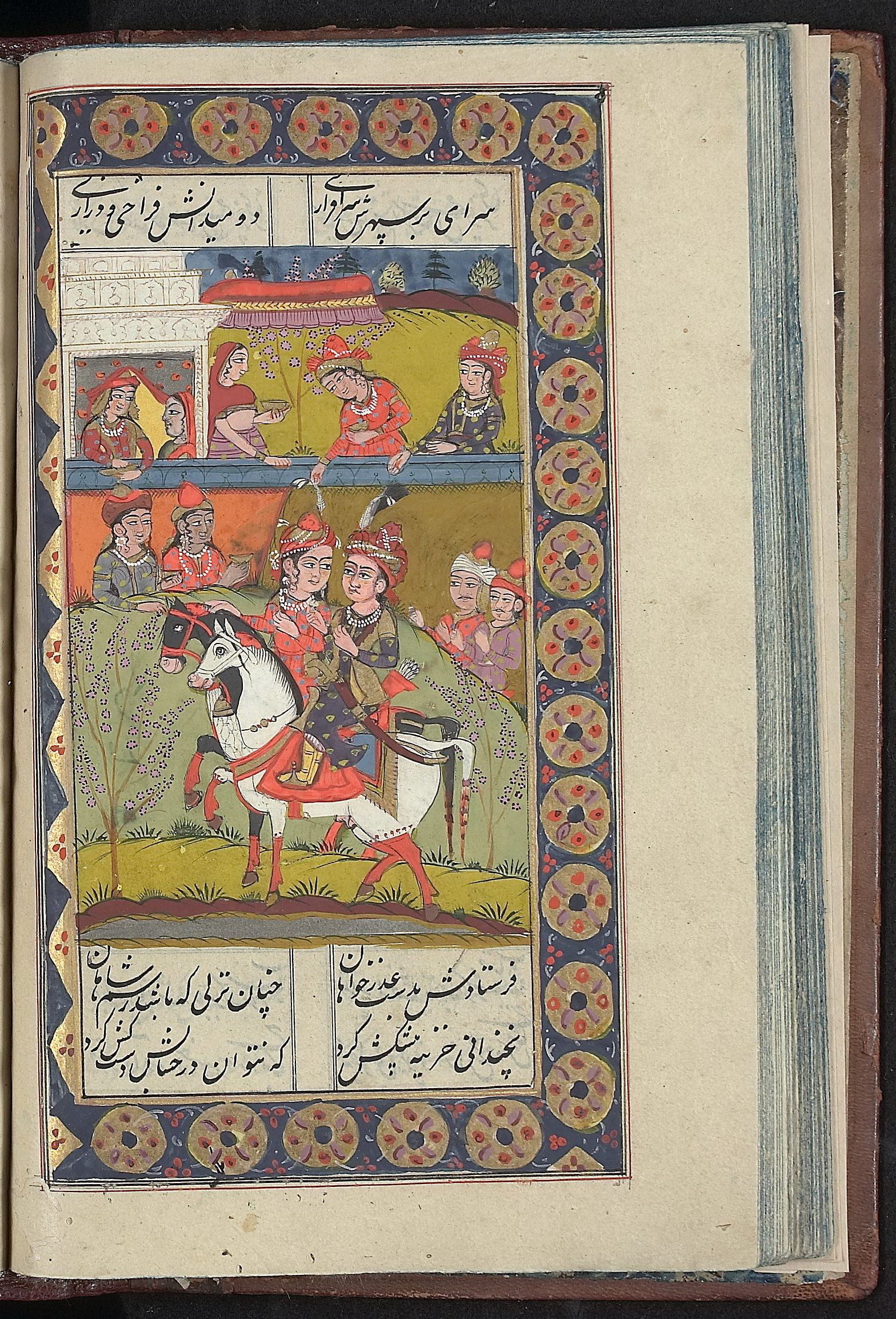
18世紀の細密画の中のホスロー2世とシーリーン

FarrokhiやQatran、Mas'ud-e Sa'd-e Salman、Othman Mokhtari、Naser Khusraw、AnwariやSanaiなどの他のペルシア詩人の作品を通して伝説に関する多くを知ることができる。ニザーム・アル・ムルクは、元となった伝説は彼が生きていた当時人気のあった物語であったと述べている。

### ニザーミーの版
この物語自体はニザーミーが題材として取り上げる前に知られていたものであるが、ニザーミーにより最高のロマンス文学へと昇華することになった。ホスローの王としての言動や戦いなどの歴史に焦点を当てたシャー・ナーメとは異なり、ニザーミーは物語のロマンス部分に焦点を当てた。
セルジューク朝のスルターンアルスラーン1世が特に対象を指定せずに恋愛をテーマにした叙事詩を書くよう要請した際に、ニーザミーは彼の出身地で語られていたホスローとシーリーンの物語の恋愛部分のみを取り出してメインテーマとし、伝説で語られていたような歴史に関しては記述を最小限に留めた。
ニザーミー (1141年–1209年) 自身はこの作品を世界で最も甘美な物語であると考えていた。
| 「 | ホスローとシーリーンの物語はよく知られており、実際のところ、この作品より甘美な作品は存在しない。 | 」 |

ニザーミー、そして作品完成後亡くなった彼の最初の妻アーファーク (Afaq)の秀逸な作品の一つであると考えられている。ニザーミーの作品に関して多くの版が出ている。前段、挑戦、謎、危機、話の盛り上がり、解決、そして最後に破局が起こるといったように、物語は部分ごとにテーマを持ちながら進められていく。
ニザーミーのこの作品はフェルドウスィーのシャー・ナーメに加え、ファフルッディーン・アサド・グルガーニーと、彼の作品であり似たような場面構成を持つヴィースとラーミーンに影響を受けている。ニザーミーの天文学への関心を反映した描写は「ヴィースとラーミーン」における夜の星空に関する天文学的で詳細な説明にその先例を見ることができる。ニザーミーはロマンス文学の伝統に大きな影響を与えている一方で、 グルガーニーの作品にはニーザミーの叙事詩に見られるようなスーフィーの影響が見られないことから、Gorganiはこの伝統特有のレトリックや詩の世界観の大部分の基礎になったといえるだろう。

## 影響
イラン百科事典によると、「ファルハードの伝説の影響は文学にとどまらず、伝承や芸術を含むペルシア文化全体に及んでいる。ファルハードという枝葉の部分は薬効を持つ木のような重要な部分へと成長しており、ファルハードへの哀悼の感情は特にクルド人 (Mokri) の間で強い傾向にある。」
2011年、イラン政府の検閲機関は出版社に対し、831年間に渡りペルシア文学で愛好されてきた何世紀も前の古典叙事詩の再版を禁止する命を出した。しかし、イラン文化・イスラム案内省は古典作品である「ホスローとシーリーン」の第八版の出版を禁止することに対する公式の説明をすぐには行わなかった。イラン政府の関心はヒロインであるシーリーンの夫を受け入れる際の淫らな行為に集中していると報じられている。
トルコ人作家オルハン・パムクの小説「私の名は紅」 (1998) にはShekureとBlackという二人のキャラクターが登場し、本文中で語られるホスローとシーリーンの物語に通じる流れで物語が進行する。この小説ではホスローのトルコ語名であるHusrevという名前を使用して物語を登場させている。

## 他の版
この物語は旧ペルシア帝国領やパキスタンなどペルシアの影響を受けた地域出身の数多くのスーフィーの詩人や作家により語られている文学である。ヨーロッパでは、ハンガリーの小説家Mor Jokaiがこの物語を扱っている。しかし、物語は通常「シーリーンとファルハード」という名前で語られている。パンジャーブ地方に伝わる叙事詩ではどの版にも収録されている。ホスローとシーリーンは映画の題材として5回使用されている。
(1926年,
1931年,
1945年,
1956年,
1975年。)
ホスローとシーリーンは2008年にアッバース・キヤーロスタミー監督により制作されたイラン映画シーリーンの下敷きとなった。この一風変わった映画においては、物語は映画館で映画を見たイラン女性聴衆の反応を通してのみ知ることができる。この映画を視聴しようとする者は映画を見た女性の感情などの反応と映画のサウンドトラックを聴くことによってしか映画の内容を推察することはできない。
ホスローとシーリーンはJonathan Richmanの歌「Shirin and Farhad」の題材として使用された。
また、2012年に制作されたボリウッドのロマンスコメディ「Shirin Farhad Ki Toh Nikal Padi」はこの物語から着想を得て制作されている。

## 日本語訳
- 岡田恵美子訳『ホスローとシーリーン』 平凡社〈東洋文庫〉、1977年、ワイド版2006年